# Kurt Stieler

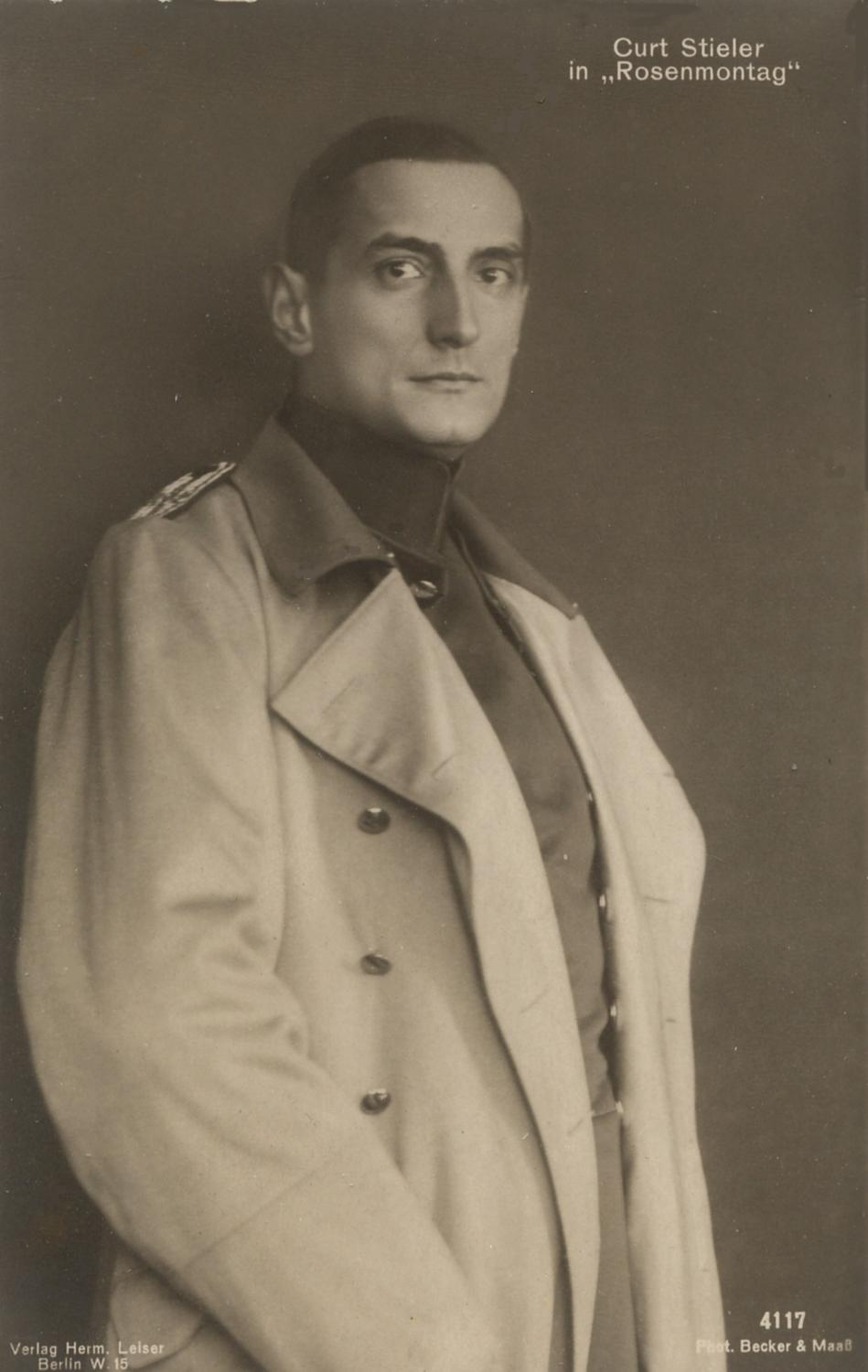
Curt Stieler in 'Rosenmontag', um 1920

Kurt Stieler (* 28. Oktober 1877; † 26. September 1963 in Tutzing) war ein deutscher Schauspieler.

## Werdegang
Stieler war überwiegend als Theaterschauspieler tätig. Er gehörte ab 1918 dem Ensemble des Bayerischen Staatsschauspiels an.
Er führte Regie bei der Uraufführung von Hofmannsthals Lustspiel Der Schwierige im Residenztheater München.
Nach kurzer Zeit an den Münchner Kammerspielen kehrte er 1951 wieder an das Staatsschauspiel zurück.
Sein Filmdebüt gab er 1913 in dem Stummfilm Emilia Galotti. Es folgten die Stummfilme Die Gespensterfalle (1919), Yama, die Gottheit des Todes, Wo du bist, wird meine Liebe sein (beide 1920) und Der Schicksalstag (1921). Danach dauerte es beinahe 20 Jahre, bis Stieler – nun im Tonfilm – wieder vor die Kamera trat.
Darüber hinaus war er auch als Hörspielsprecher tätig, beispielsweise in einer Adaption von Friedrich Schillers Wilhelm Tell, die der Bayerische Rundfunk im Jahre 1951 unter der Regie von Hannes Küpper produzierte, sowie kurzzeitig als literarischer Übersetzer.
Von 1902 bis 1926 war er mit der Schriftstellerin Hilde Stieler verheiratet, seine zweite Ehefrau war die Schauspielerin Hilde Herterich.

## Filmografie
- 1913: Emilia Galotti
- 1920: Yama, die Gottheit des Todes
- 1920: Wo du bist, wird meine Liebe sein
- 1921: Der Schicksalstag
- 1940: Das Fräulein von Barnhelm
- 1941: Venus vor Gericht
- 1941: Komödianten
- 1950: Kronjuwelen
- 1950: Der fallende Stern
- 1955: Geliebte Feindin
- 1962: Die Flucht (Fernsehfilm)

## Übersetzungen
- Carlo Goldoni: Der Impresario von Smyrna. Komödie. Vereinigte Stadttheater Bochum-Duisburg 1931[2]
- Ada Negri: Frühdämmerung. Die Geschichte einer Jugend. München, Bruckmann 1938
- Lucio D’Ambra: Argonauten des Himmels. Berlin, Zeitgeschichte-Verlag 1941
- Niccolò Machiavelli: Mandragola oder Der Liebestrank. Komödie in fünf Akten. München, Zinnen-Verlag 1946[3]

## Ehrungen
- 1955: Verdienstkreuz (Steckkreuz) der Bundesrepublik Deutschland